# 香莲乡
香莲乡，是中华人民共和国甘肃省平凉市崆峒区下辖的一个乡镇级行政单位。

## 行政区划
香莲乡下辖以下地区：
三里村、观殿村、薛冯村、宋原村、卜河村、什字村、香莲村、曹河村、高河村、上麻村和下麻村。